# Uaul Taviarna

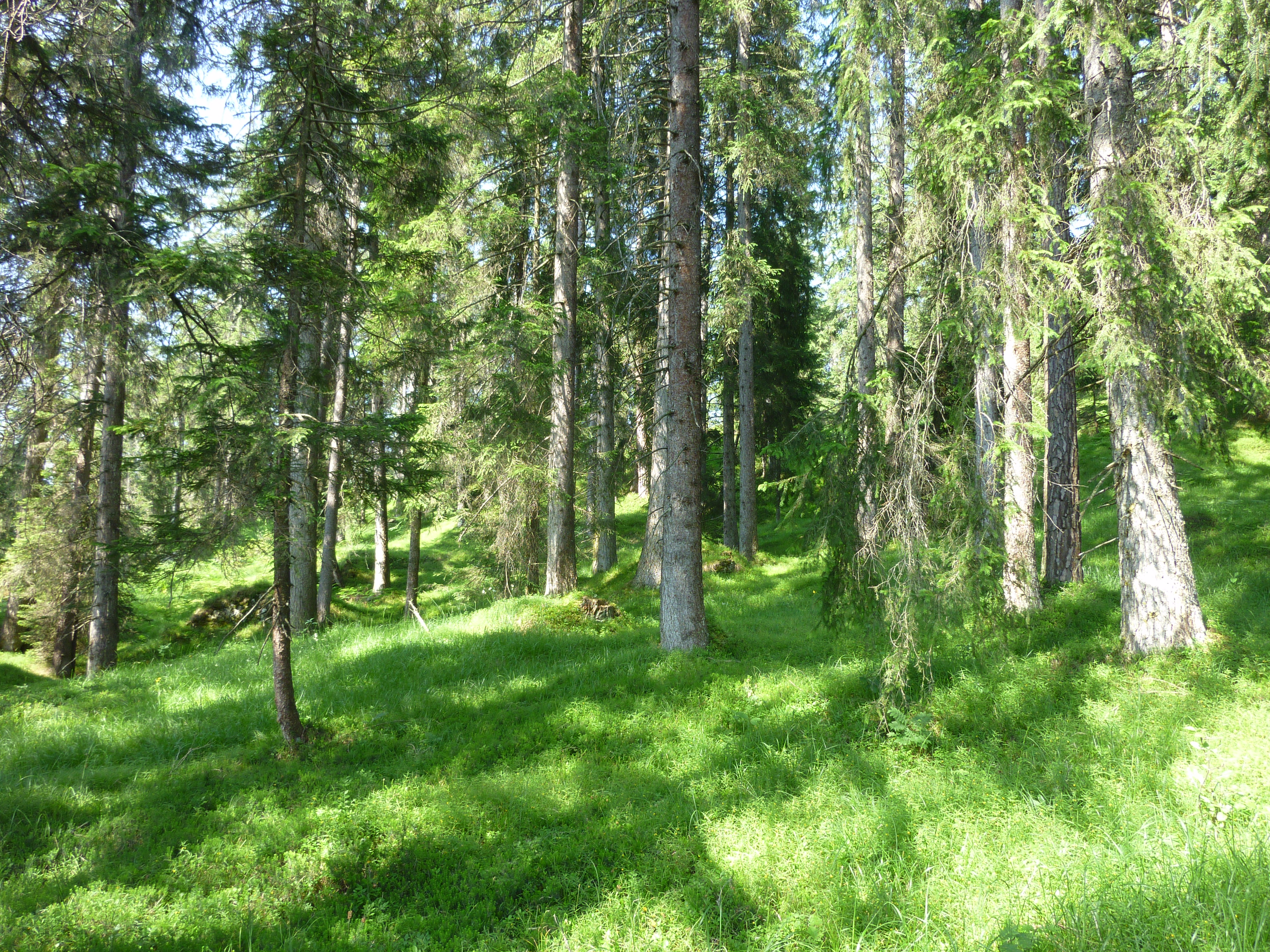
Uaul Taviarna

Der Uaul Taviarna (Uaul im rätoromanischen Idiom Sursilvan für «Wald») ist ein Waldgebiet oberhalb von Laax in der Surselva im Kanton Graubünden.
Das Gebiet liegt nördlich von Laax-Murschetg auf einem länglichen, etwa ein Kilometer langen Hügelrücken, der nach Osten steil gegen das Tobel des Ual Draus abfällt. Auf der Westseite führt eine Fahrstrasse hinauf nach Nagens, die gerne von Mountainbikern genutzt wird.
Der von Lärchen, Rottannen und Föhren dominierte Mischwald ist kantonal von besonderer Bedeutung durch seine ausserordentliche Populationsdichte von Auerwild.
Dieses ist bedroht durch die Nähe des Forstes zum touristisch stark genutzten Gebiet Plaun. 
Im Juni 2010 präsentierte das kantonale Amt für Wald (AfW) im Rahmen des UNO-Jahrs der Biodiversität vor Ort Massnahmen zur Erhaltung des natürlichen Lebensraums des Vogels, der in ganz Graubünden noch etwa 400 Exemplare zählt.

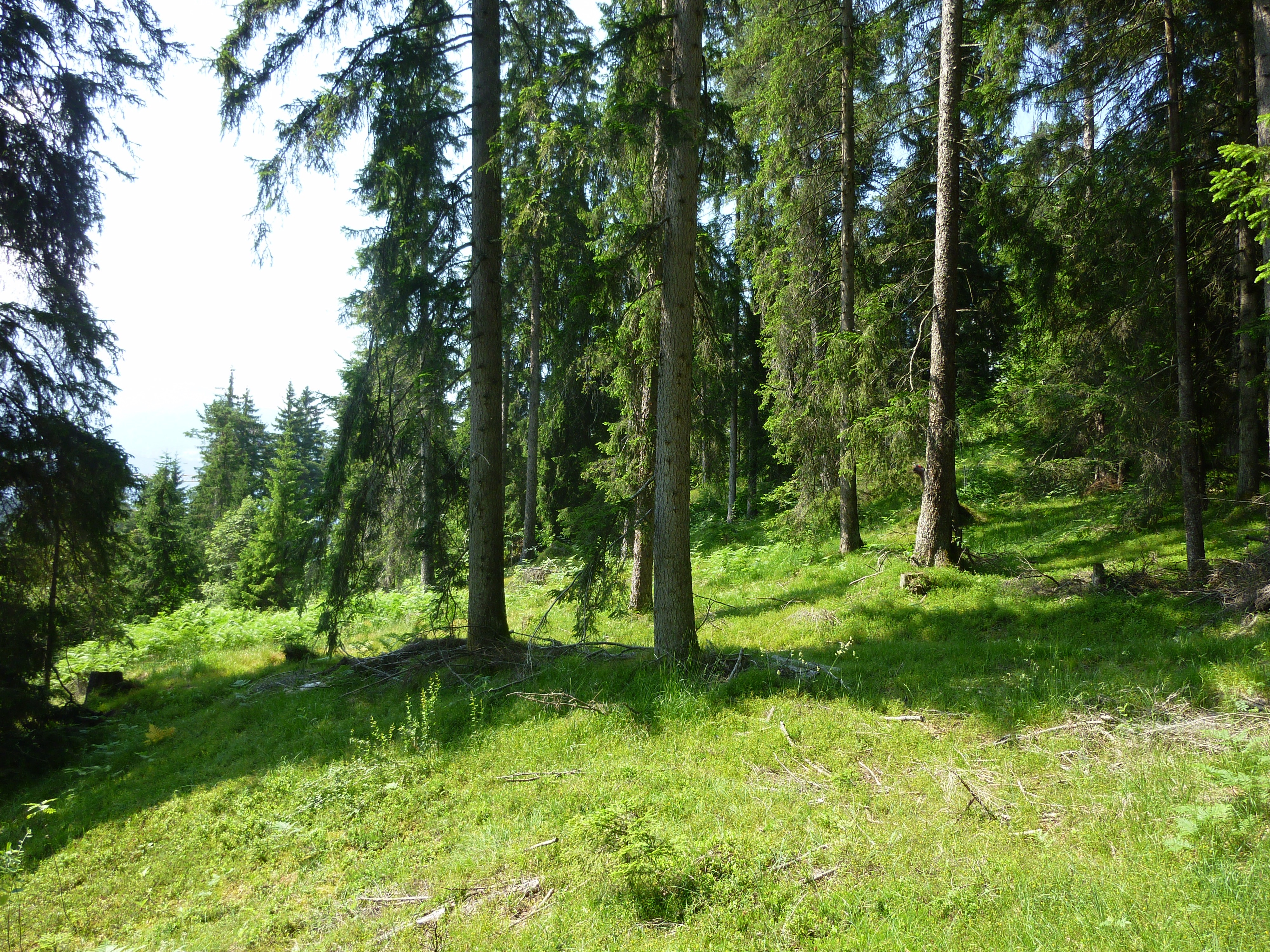
Waldgebiet
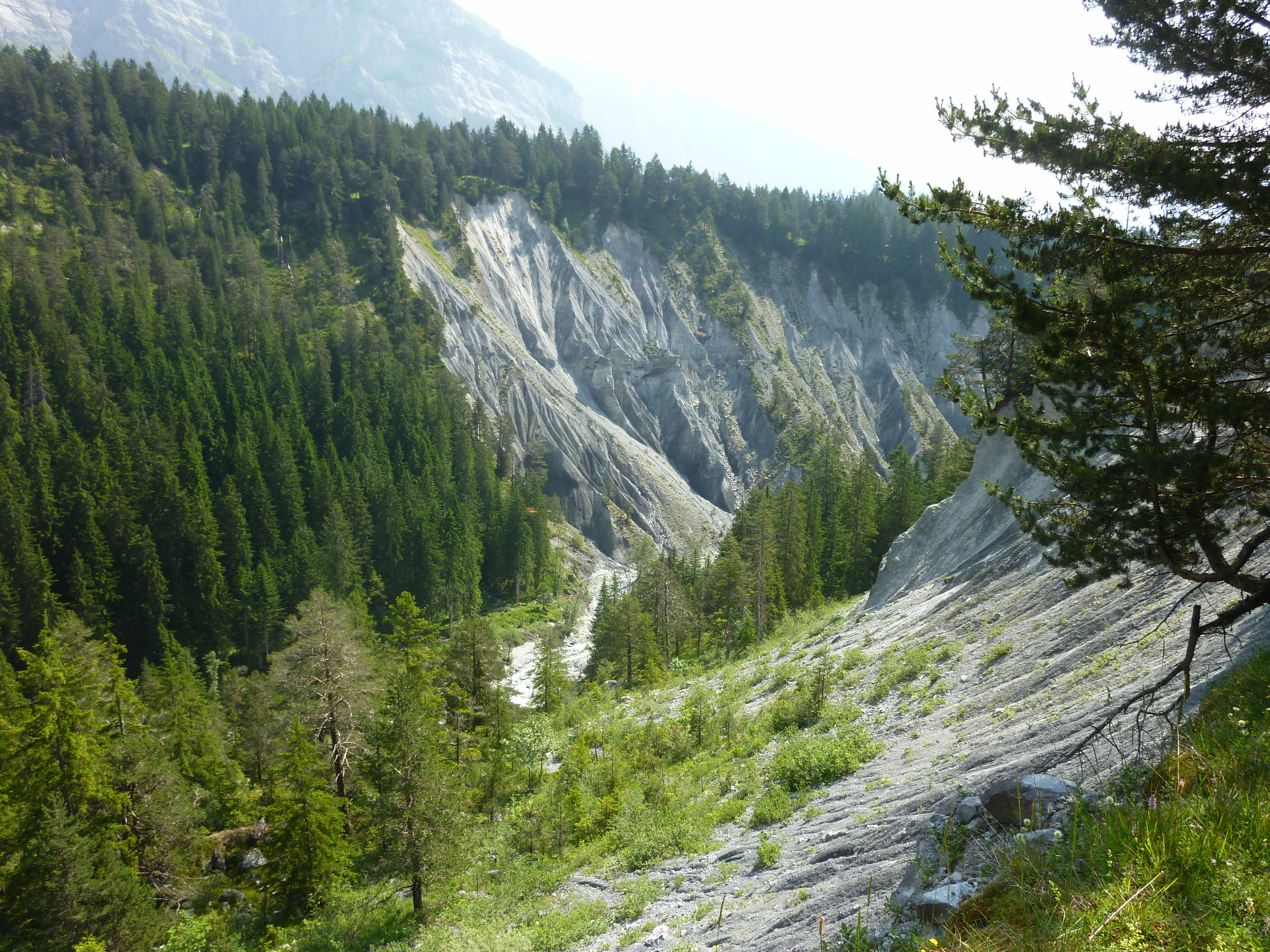
Abbruch gegen die Schlucht Ual Draus